# Julius Wolff (matematico)
Julius Wolff (Nimega, 18 aprile 1882 – Campo di concentramento di Bergen-Belsen, 8 febbraio 1945) è stato un matematico olandese, famoso per essere assieme a Arnaud Denjoy l'autore del teorema di Denjoy-Wolff e per la sua dimostrazione del lemma di Schwarz.
Wolff studiò matematica e fisica presso l'Università di Amsterdam, dove nel 1908 conseguì il dottorato con la tesi Dynamen, beschouwd als duale vectoren. Il suo insegnante fu il matematico Diederik Korteweg. Dal 1907 al 1917 insegnò presso le scuole secondarie e di grammatica a Meppel, Middelburg e Amsterdam. Nel 1917 è stato nominato libero docente presso l'Università di Groningen e nel 1922 presso l'Università di Utrecht. Essendo un ebreo, dopo l'occupazione nazista dei Paesi Bassi venne arrestato assieme alla sua famiglia e deportato nel campo di concentramento di Bergen-Belsen, dove morì l'8 febbraio 1945.

## Vita privata
Julius Wolff era figlio di Levie Wolff, macellaio e mercante di bestiame, e Ida Wolff-Jacobsohn. il 9 agosto 1911 sposò Betsy Gersons, figlia di Levie Gersons, mercante di stracci, e Leentje de Jonge. La coppia ebbe tre figli, tra cui Louis ed Ernst. Louis morì l'11 maggio 1941 ad Amsterdam, mentre i restanti membri della famiglia (Julius, Betsy e Ernst) vennero arrestati e deportati a Westerbork. Successivamente vennero trasferiti a Bergen-Belsen, dove tutti e tre trovarono la morte. Ernst morì il 3 marzo 1945, la madre Betsy qualche giorno dopo, il 9 marzo.